# Plébiscites sous Napoléon III
Les plébiscites sous Napoléon III sont au nombre de cinq entre le coup d'État du 2 décembre 1851 et la défaite de Sedan du 1er septembre 1870. Le recours au plébiscite permet à l'empereur d’établir un lien direct avec le peuple. Il s'agit pour lui au moins d'avoir une simple majorité derrière lui que d'obtenir un rassemblement national sur son nom via le sujet qu'il soumet au plébiscite.
Si trois de ces plébiscites sont nationaux, deux d'entre eux concernant l'annexion de Nice et de la Savoie sont régionaux.

## Mode de scrutin
Le mode de scrutin des plébiscites sous Napoléon III est celui du suffrage universel masculin, hérité de l'élection présidentielle de 1848 qui voit arriver Louis-Napoléon Bonaparte au pouvoir (avec 74 % des voix).
Les scrutins avaient les principales modalités suivantes :
- homme de plus de 21 ans comptant 6 mois de résidence ;
- vote dans chaque commune (et non plus dans les chefs-lieux de canton) ;
- vote à bulletin secret, remis plié (sans isoloir) sauf pour les militaires (vote sur registre ouvert) ;
- impression uniquement des bulletins portant la mention "Oui" par les autorités (les bulletins "Non" devaient être fournis par l'électeur) ;
- pas de droit de vote pour les Algériens et Kanaks.

## Liste et résultats des plébiscites

### Plébiscite national des 20 et 21 décembre 1851
Intitulé : « Le Peuple français veut le maintien de l'autorité de Louis Napoléon Bonaparte, et lui délègue les pouvoirs nécessaires pour établir une constitution sur les bases proposées dans sa proclamation du 2 décembre 1851 ».
Résultats :
- 7 481 231 répondent « OUI » (92,03 % des exprimés / 74,81 % des inscrits)[1].
- 647 292 répondent « NON » (7,96 % des exprimés / 6,47 % des inscrits)[1].
- 1 871 477 s'abstiennent (18,72 % des inscrits)[1].

| Non : 647 292 (7,96 %) | Oui : 7 481 231 (92,03 %) |
| ▲                      |                           |

### Plébiscite national des 21 et 22 novembre 1852

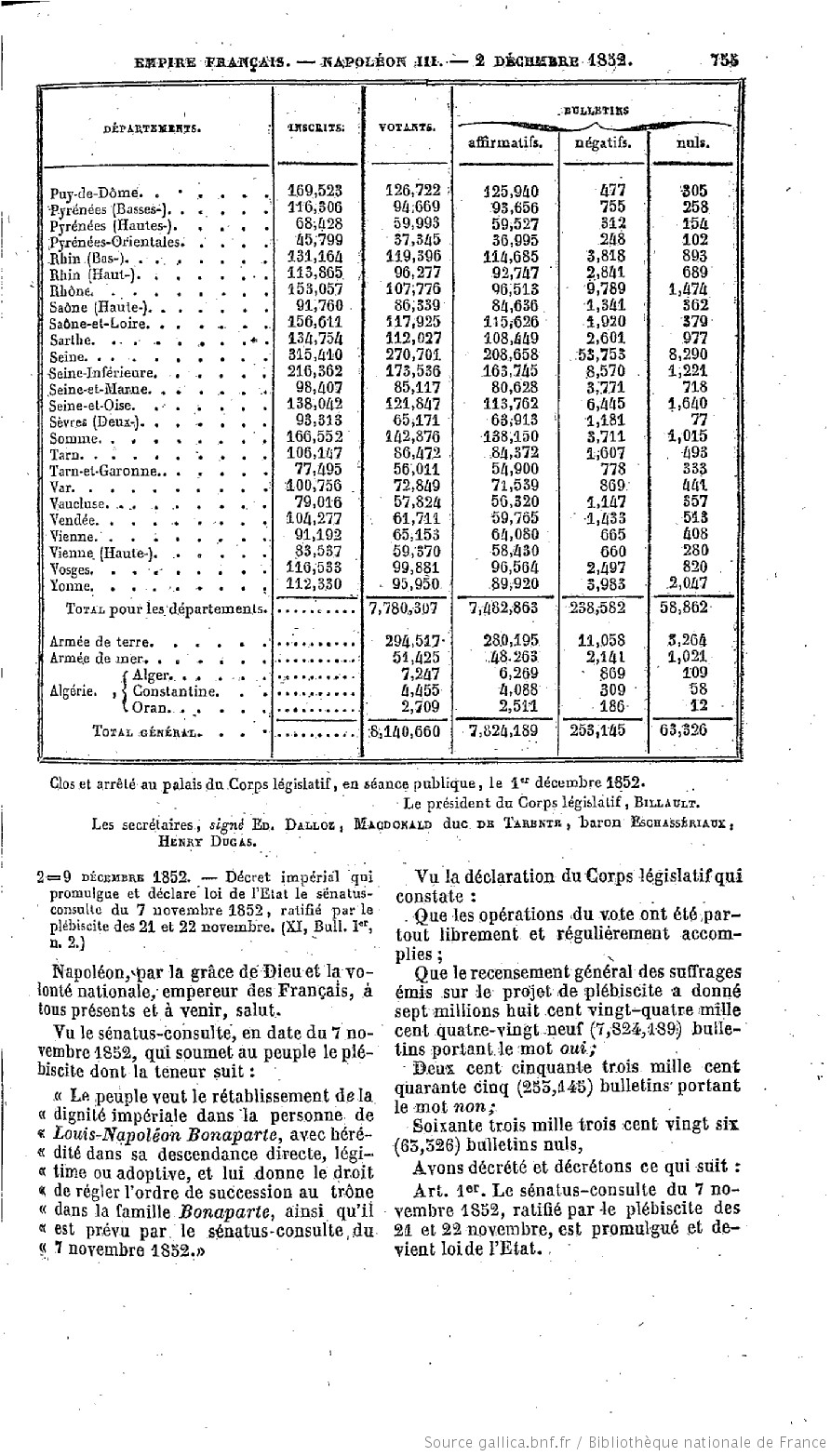
Résultats officiels du plébiscite de 1852

Intitulé : « Le peuple veut le rétablissement de la dignité impériale dans la personne de Louis Napoléon Bonaparte, avec hérédité dans sa descendance directe, légitime ou adoptive, et lui donne le droit de régler l'ordre de succession au trône dans la famille Bonaparte, ainsi qu'il est prévu par le sénatus-consulte du 7 novembre 1852. »
Résultats :
- 7 824 189 répondent "OUI" (96,86 % des exprimés / 76,68 % des inscrits)[2] ;
- 253 145 répondent "NON" (3,13 % des exprimés / 2,48 % des inscrits)[2] ;
- 2 126 124 s'abstiennent (20,34 % des inscrits)[2].

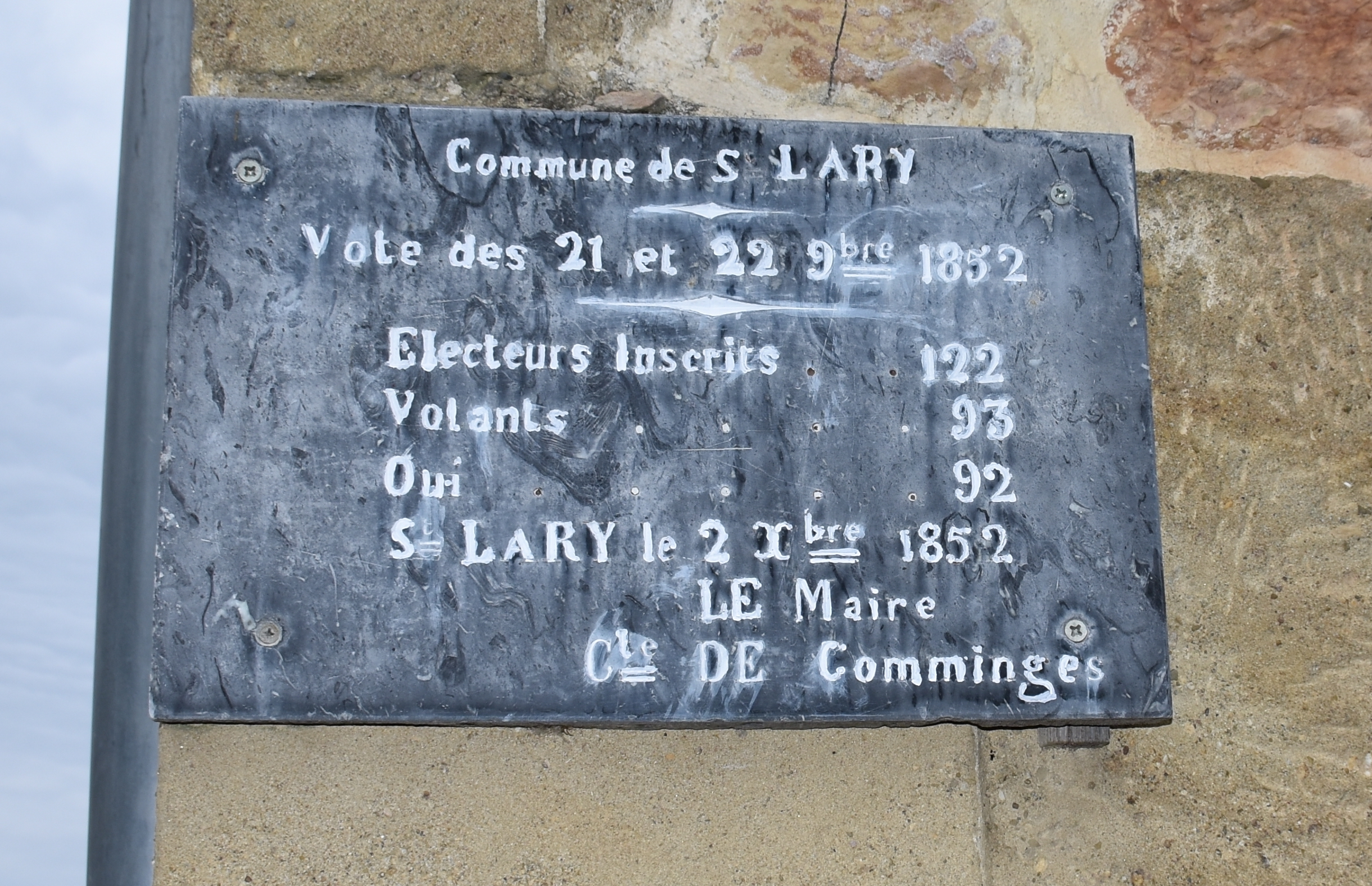
Résultat du plébiscite de 1852 immortalisé sur la mairie de Saint-Lary-Boujean (Haute-Garonne).

| Non : 253 145 (3,13 %) | Oui : 7 824 189 (96,86 %) |
| ▲                      |                           |

### Plébiscite local des 15 et 16 avril 1860
Intitulé : « Le comté de Nice veut-il être réuni à la France ? »
Résultats :
- 25 743 votent « OUI » (99,38 % des exprimés / 83,82 % des inscrits)[3] ;
- 160 votent « NON » (0,62 % des exprimés / 0,52 % des inscrits)[3] ;
- 4 809 s'abstiennent (15,66 % des inscrits)[3].

| Non : 160 (0,62 %) | Oui : 25 743 (99,38 %) |
| ▲                  |                        |

### Plébiscite local des 22 et 23 avril 1860
Intitulé : « La Savoie veut-elle être réunie à la France ? »
Résultats :
- 130 533 votent « OUI » (99,82 % des exprimés / 99,77 % des inscrits)[4] ;
- 235 votent « NON » (0,18 % des exprimés comme des inscrits)[4];
- 71 s'abstiennent (0,05 % des inscrits)[4].

| Non : 235 (0,18 %) | Oui : 130 533 (99,82 %) |
| ▲                  |                         |

### Plébiscite national du 8 mai 1870
Intitulé : « Le Peuple approuve les réformes libérales opérées dans la Constitution depuis 1860, par l'empereur, avec le concours des grands corps de l'État, et ratifie le sénatus-consulte du 20 avril 1870 ».
Résultats :
- 7 350 142 votent « OUI » (82,69 % des exprimés / 66,81 % des inscrits)[5] ;
- 1 538 825 votent « NON » (17,31 % des exprimés / 13,99 % des inscrits)[5] ;
- 2 111 033 s'abstiennent (19,19 % des inscrits)[5].

| Non : 1 538 825 (17,31 %) | Oui : 7 350 142 (82,69 %) |
| ▲                         |                           |